# Miracolo eucaristico di Bolsena

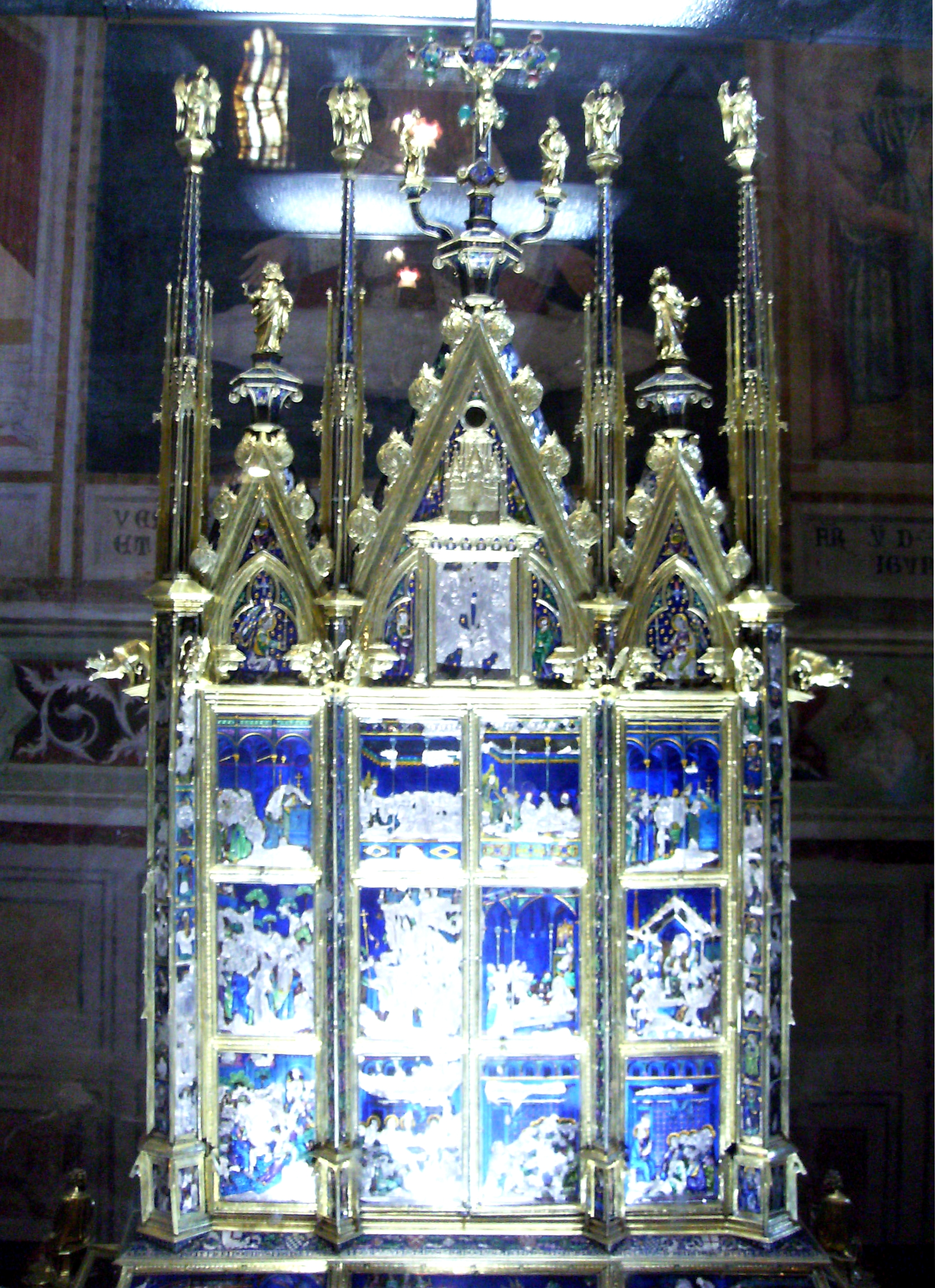
Il reliquiario del corporale, esposto nel duomo di Orvieto (oggi nel Museo dell'Opera del Duomo)

Il miracolo eucaristico di Bolsena sarebbe avvenuto nel 1263 nell'omonima cittadina: mentre un sacerdote stava celebrando la messa, al momento della consacrazione l'ostia avrebbe sanguinato.

## Storia
Una delle più antiche narrazioni è contenuta nella Chronica (III, tit. 19, cap. 13) di sant'Antonino da Firenze, frate domenicano e Arcivescovo di Firenze († 1459), che diede anche il resoconto del miracolo eucaristico di Parigi del 1290. Quest'ultimo è simile al racconto della Nuova Chronica di Giovanni Villani.
Nell'estate del 1263, un sacerdote boemo, di nome Pietro da Praga, iniziò a dubitare della reale presenza di Gesù nell'ostia e nel vino consacrati. Il sacerdote si recò allora in pellegrinaggio a Roma per pregare sulla tomba di Pietro e fugare i suoi dubbi: il soggiorno romano lo rasserenò e intraprese il viaggio di ritorno. Percorrendo la via Cassia si fermò a pernottare a Bolsena, dove i dubbi di fede lo assalirono nuovamente. Il giorno successivo celebrò la messa nella Grotta di Santa Cristina. L'evento fu immortalato da Raffaello nel 1512 nel celebre affresco della Messa di Bolsena ed è ricordato da un'epigrafe latina apposta nel luogo del miracolo.
Secondo quanto tramandato dalla tradizione, al momento della consacrazione l'ostia cominciò a sanguinare sul corporale. Impaurito e confuso, il sacerdote, cercando di nascondere il fatto, concluse la celebrazione, avvolse l'ostia nel corporale di lino e fuggì verso la sacrestia. Durante il tragitto alcune gocce di sangue caddero sul marmo del pavimento e sui gradini dell'altare.

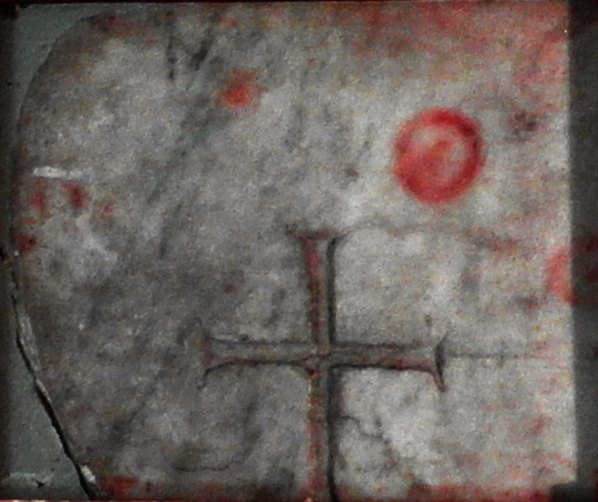
Una delle lastre di marmo macchiate di sangue

Pietro da Praga si recò subito dal papa Urbano IV, che si trovava a Orvieto, per riferirgli l'accaduto. Il pontefice, allora, inviò a Bolsena il vescovo di Orvieto per verificare la veridicità del racconto e per recuperare le reliquie. Urbano IV dichiarò la soprannaturalità dell'evento e, per ricordarlo, l'11 agosto 1264 estese a tutta la Chiesa la solennità chiamata Corpus Domini, nata nel 1247 nella diocesi di Liegi per celebrare la presenza reale di Gesù nell'Eucaristia, in contrapposizione alle tesi di Berengario di Tours, secondo le quali la presenza eucaristica di Cristo non era reale, ma solo simbolica.
Urbano IV, inoltre, affidò a Tommaso d'Aquino il compito di preparare i testi per la liturgia delle ore e per la messa della festività, e stabilì che il Corpus Domini dovesse essere celebrato il primo giovedì dopo l'ottava di Pentecoste.
Nel 1290, Niccolò IV fece edificare il duomo di Orvieto per custodire il corporale. Successivamente, il duomo fu ampliato con la cappella del corporale, nel 1364, e la cappella nuova, nel 1504.
La Chiesa cattolica riconobbe ufficialmente il miracolo eucaristico, le cui reliquie si conservano nel duomo di Orvieto e nella basilica di Santa Cristina a Bolsena: nella cappella del corporale, a Orvieto, sono custoditi l'ostia, il corporale e i purificatoi, che in seguito, nel 1338, furono collocati nel reliquiario di Ugolino di Vieri, dove si trovano attualmente. Il reliquiario venne posto, a partire dal 1363, nel tabernacolo in marmo che si trova nella stessa cappella. L'altare dove sarebbe avvenuto il prodigio fu collocato, fin dalla prima metà del XVI secolo, nel vestibolo della basilica ipogea di santa Cristina a Bolsena. Quattro lastre di marmo macchiate di sangue sono conservate, dal 1704, all'interno della cappella nuova del miracolo a Bolsena. Una quinta lastra fu donata, nel 1574, alla parrocchia di Porchiano del Monte.

## Analisi scientifiche e controversie
Tra il 3 febbraio e il 27 marzo 2015, il corporale di lino è stato oggetto di un intervento di natura conservativa in occasione del quale sono stati raccolti dati scientifici.

L'intervento è stato preceduto da un'analisi della documentazione fotografica ottenuta in luce normale ed in fluorescenza ultravioletta (UV), da cui si è evidenziata la presenza in ogni sezione del corporale di depositi biologici costituiti da sangue, scisso in plasma e siero. 

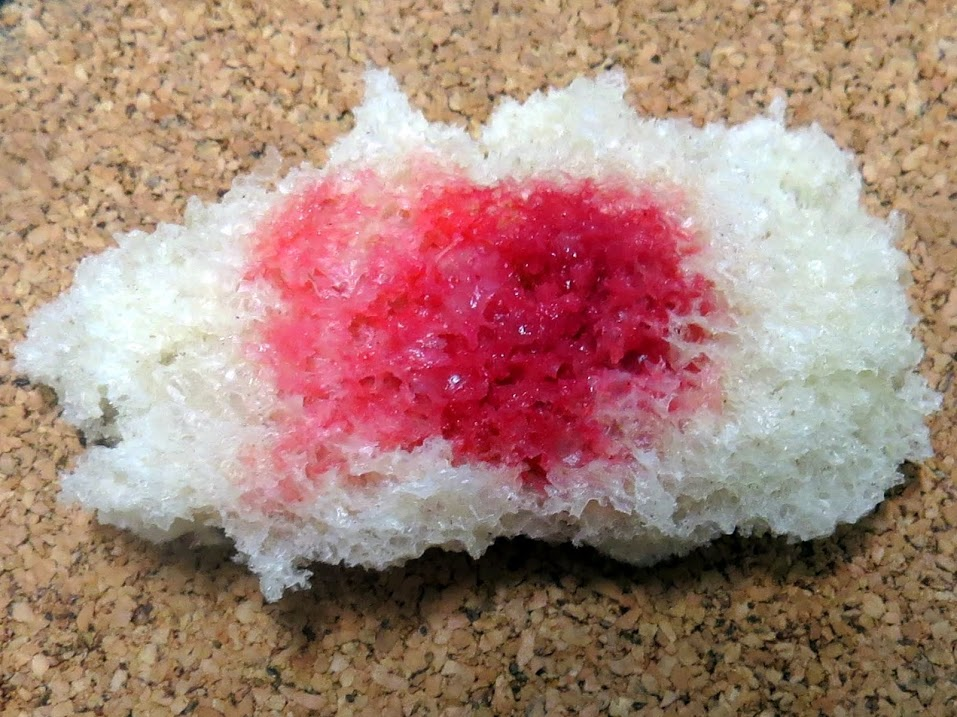
Batterio della serratia marcescens su una mollica di pane.

Qualche tempo prima dello svolgimento di tale analisi, il sanguinamento dell'ostia di Bolsena era stato ritenuto spiegabile da Johanna C. Cullen, ricercatrice presso la Georgetown University di Washington, con la presenza di un batterio molto comune, la Serratia marcescens, che, in periodi di caldo e in luoghi umidi, produce su pane e focacce un abbondante pigmento rosso vivo chiamato prodigiosina, di consistenza leggermente viscosa, facilmente scambiabile per sangue fresco. Cullen, inoltre, riuscì a riprodurre in laboratorio gli effetti del presunto miracolo.

L'esperimento della Cullen venne ripetuto nel 1998 dal dottor Luigi Garlaschelli, ricercatore del dipartimento di chimica organica dell'università di Pavia, il quale utilizzò una fettina di pane di forma circolare.. Risultati simili furono ottenuti anche J. W. Bennett e Ronald Bentley, ricercatori di biologia molecolare alla Tulane University di New Orleans e di scienze biologiche all'università di Pittsburgh, nel 2000.
Resta tuttavia singolare la coincidenza del verificarsi del fenomeno proprio al momento della consacrazione durante la messa. Va inoltre notato che lo spettro UV del sangue è in tutto differente da quello della prodigiosina.